# Benxi (Autonomer Kreis)
Der Autonome Kreis Benxi der Manju (chinesisch 本溪满族自治县, Pinyin Běnxī Mǎnzú Zìzhìxiàn), kurz: Kreis Benxi (本溪县,  Běnxī Xiàn; mandschurisch ᠪᡝᠨᠰᡳ
ᠮᠠᠨᠵᡠ
ᠪᡝᠶᡝ
ᡩᠠᠰᠠᠩᡤᠠ
ᠰᡳᠶᠠᠨ, Bensi Manju Beye Dasangga Siyan), ist ein autonomer Kreis der Mandschu-Nationalität in der  bezirksfreien Stadt Benxi im Nordosten Chinas in der Provinz Liaoning. Er hat eine Fläche von 3.349 km² und zählt 230.850 Einwohner (Stand: Zensus 2020). Sein Hauptort ist die Großgemeinde Xiaoshi (小市镇).
Die Miaohoushan-Stätte (Miaohoushan yizhi 庙后山遗址) steht seit 2006 auf der Liste der Denkmäler der Volksrepublik China (6-47).